# Xavier Giannoli

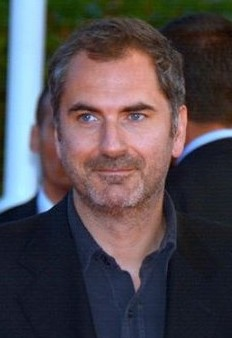
Xavier Giannoli 2013

Xavier Giannoli (* 7. März 1972 in Neuilly-sur-Seine) ist ein französischer Regisseur und Drehbuchautor.

## Leben
Giannoli kam als Sohn des Schriftstellers und Journalisten Paul Giannoli in Neuilly-sur-Seine zur Welt. Seine Mutter Marianne, geb. Frey, war die Tochter des früheren französischen Innenministers Roger Frey (1913–1997). Giannoli studierte Literaturwissenschaft und arbeitete kurzzeitig als Journalist, bevor der sich dem Film zuwandte. Er arbeitete zunächst als Regieassistent. Sein erster eigener Film, der Kurzfilm Le condamné nach einer Geschichte von Jean-Paul Dubois, erschien 1993. Weitere Kurzfilme folgten. Hochgelobt wurde die humoristische Satire L’interview mit Mathieu Amalric in der Hauptrolle eines Journalisten, der versucht, Filmdiva Ava Gardner zu interviewen. Der Kurzfilm in Schwarzweiß gewann 1998 die Goldene Palme für den Besten Kurzfilm sowie 1999 einen César als Bester Kurzfilm.
Giannoli drehte eine Zeitlang Werbespots und produzierte den 2002 erschienenen Spielfilm Demonlover von Olivier Assayas, bevor er mit Es brennt in mir 2003 seinen ersten Langfilm als Regisseur und Drehbuchautor realisierte. In der Geschichte um das Liebespaar Charlotte und Paul, das plötzlich mit Charlottes schwerer Erkrankung umzugehen lernen muss, besetzte Giannoli Laura Smet mit ihrer ersten Leinwandrolle. Smet und ihr Leinwandpartner Nicolas Duvauchelle erhielten für ihre Darstellungen je eine César-Nominierung als Beste Nachwuchsdarsteller. Giannoli besetzte Nicolas Duvauchelle erneut in seinem folgenden Langfilm Ich darf nicht schlafen (2005), der von der Begegnung eines Mannes (Duvauchelle) mit einer jungen Schlafwandlerin, dargestellt von Ludivine Sagnier, handelt.
In seinem 2006 erschienenen Langfilm Chanson d’Amour arbeitete Giannoli erstmals mit Gérard Depardieu zusammen. Der Film um einen alternden Ballsänger, der sich in eine junge, alleinerziehende Immobilienmaklerin verliebt, lief 2006 in Cannes im Wettbewerb um die Goldene Palme. Giannoli wurde zudem für zwei Césars – in den Kategorien Bester Film und Bestes Originaldrehbuch – nominiert. Auch sein folgender Film Der Retter mit François Cluzet in der Hauptrolle war Anwärter auf zahlreiche Filmpreise, darunter 2009 die Goldene Palme sowie 2010 elf Césars, von denen der Film einen für die Beste Nebendarstellerin (Emmanuelle Devos) erhielt. Der Film um einen Hochstapler, der sich als Inhaber eines Bauunternehmens ausgibt und in einer Kleinstadt so eine Autobahn erbauen kann, beruht auf einer wahren Begebenheit. Das auf einem Roman von Serge Joncour beruhende Filmdrama Superstar, mit Kad Merad in der Rolle eines plötzlich zu Berühmtheit gelangten Jedermanns, brachte Giannoli 2012 seine erste Nominierung für einen Goldenen Löwen der Filmfestspiele von Venedig ein. Ein zweites Mal in den Wettbewerb von Venedig eingeladen wurde er 2015 für Madame Marguerite oder die Kunst der schiefen Töne. Darin nahm sich Giannoli lose der Biografie der Sängerin Florence Foster Jenkins an, verlegte die Handlung ins Paris der 1920er-Jahre und betraute Catherine Frot mit der Titelrolle. Er erhielt 2016 drei César-Nominierungen in den Kategorien Bester Film, Beste Regie und Bestes Originaldrehbuch.

## Filmografie
- 1993: Le condamné (Kurzfilm)
- 1994: Terre sainte (Kurzfilm)
- 1995: J’aime beaucoup ce que vous faites (Kurzfilm)
- 1996: Gipfelgespräch (Dialogue au sommet) (Kurzfilm)
- 1998: L’interview (Kurzfilm)
- 2003: Es brennt in mir (Les corps impatients)
- 2005: Ich darf nicht schlafen (Une aventure)
- 2006: Chanson d’Amour (Quand j’étais chanteur)
- 2009: Der Retter (À l’origine)
- 2012: Superstar
- 2015: Madame Marguerite oder die Kunst der schiefen Töne (Marguerite)
- 2018: Die Erscheinung (L'apparition)
- 2021: Verlorene Illusionen (Illusions perdues)

## Auszeichnungen

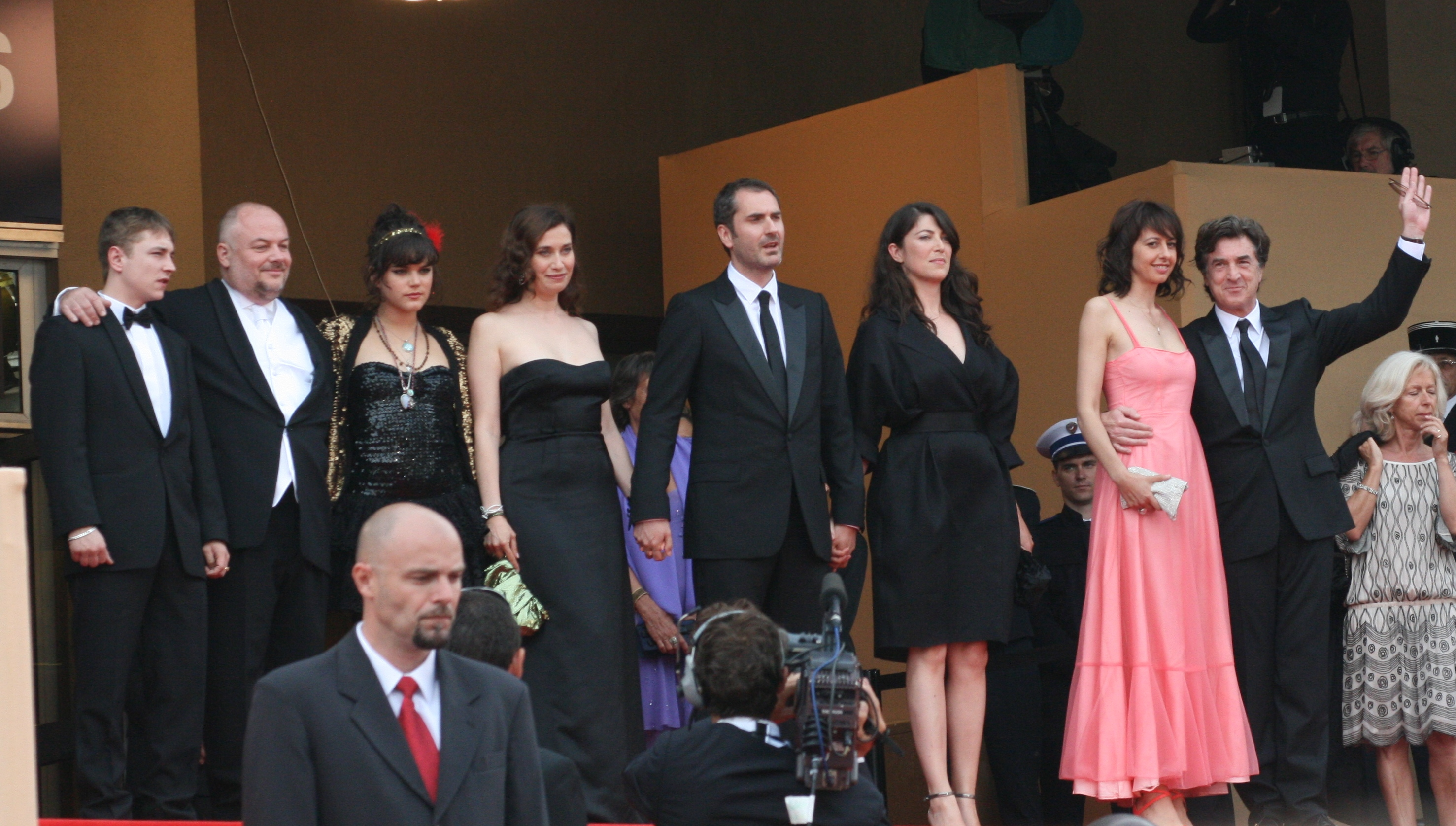
Xavier Giannoli mit den Darstellern von Der Retter 2009 in Cannes

- 1995: Preis für den Besten Kurzfilm, Cognac Festival du Film Policier, für Terre sainte
- 1997: César-Nominierung, Bester Kurzfilm, für Gipfelgespräch
- 1998: Internationale Filmfestspiele von Cannes, Goldene Palme – Bester Kurzfilm, für L’interview
- 1998: Price of the City of Torina in der Kategorie für den Besten Kurzfilm. Torino International Festival of Young Cinema, für L’interview
- 1999: César, Bester Kurzfilm, für L’interview
- 2003: Nominierung für einen Goldenen Alexander, Thessaloniki Film Festival, für Es brennt in mir
- 2006: Nominierung Goldene Palme, Cannes 2006, für Chanson d’Amour
- 2007: César-Nominierung, Bester Film, für Chanson d’Amour
- 2007: César-Nominierung, Bestes Originaldrehbuch, für Chanson d’Amour
- 2007: Nominierung Globe de Cristal, Bester Film, für Chanson d’Amour
- 2009: Nominierung Goldene Palme, Internationale Filmfestspiele von Cannes, für Der Retter
- 2010: César-Nominierung, Bester Film, für Der Retter
- 2010: César-Nominierung, Beste Regie, für Der Retter
- 2010: César-Nominierung, Bestes Originaldrehbuch, für Der Retter
- 2010: Nominierung Globe de Cristal, Bester Film, für Der Retter
- 2010: Cinema Award der SADC Awards
- 2012: Nominierung Goldener Löwe, Internationale Filmfestspiele von Venedig, für Superstar
- 2015: Nominierung Goldener Löwe und Green Drop Award, Internationale Filmfestspiele von Venedig für Madame Marguerite oder die Kunst der schiefen Töne
- 2015: Nazareno-Taddei-Preis, Internationale Filmfestspiele von Venedig für Madame Marguerite oder die Kunst der schiefen Töne
- 2016: César-Nominierung, Bester Film, für Madame Marguerite oder die Kunst der schiefen Töne
- 2016: César-Nominierung, Beste Regie, für Madame Marguerite oder die Kunst der schiefen Töne
- 2016: César-Nominierung, Bestes Originaldrehbuch, für Madame Marguerite oder die Kunst der schiefen Töne
- 2022: César, Bester Film, für Verlorene Illusionen